# روابط آلمان و ایران
روابط ایران و آلمان به مجموعه روابط سیاسی، اقتصادی، اجتماعی و فرهنگی گفته می‌شود که به‌طور رسمی از سال ۱۸۷۳ میلادی و در پی سفر اول ناصرالدین‌شاه به آلمان در خلال سفر اولش به اروپا شروع شد. در بین سال‌های ۱۸۷۰ تا ۱۹۱۷ که موجودیت ملی ایران از سوی انگلیس و روسیه به مخاطره افتاده بود، از نظر سیاستمداران ایرانی، آلمان کشوری بود که می‌توانست به عنوان حکومتی که دیدگاهی استعماری نسبت به ایران نداشت و همچنین پیشینه حزب نازی که به دنبال مباحث مربوط به نژاد آریایی بود و ایرانی‌ها را آریایی نژاد و هم نژاد خود می‌دانست، با ورود به صحنه ایران به عنوان قدرت ثالثی خود را مطرح کند و از ایران در برابر روسیه کمونیستی و بریتانیا حمایت نماید. از این‌رو در غیاب حضور پر قدرت دولت‌های دیگر (فرانسه، آمریکا) آلمانی‌ها تنها امید مردم و حاکمان ایران بودند و اشتیاق برای برقراری روابط سیاسی و اقتصادی با آن کشور زیاد بود. آلمانی‌ها نیز بر این باور بودند که اجرای یک سیاست فعالانه در خاورمیانه، منافع آنان را بخصوص در بخش اقتصادی تأمین می‌کند. از این‌رو با درخواست ایران همراهی کردند. دهه ۱۹۱۰ میلادی بود که ایرانیان متوجه شدند بیش از آنکه می‌بایست روی آلمان حساب باز کرده بودند و آلمان بنابر مصالح خودش گاه با دشمنان ایران از جمله روسیه توافقات مهمی انجام می‌دهد.
روابط جمهوری اسلامی ایران با آلمان بعد از انقلاب اسلامی ایران دارای نوسان‌های شدیدی بوده و به‌طور کلی می‌توان گفت در وضعیت بدی قرار داشته‌است. تفاوت در دیدگاه‌های سیاسی طرفین عمده دلایل این تیرگی روابط بوده‌است. مسئله روند صلح خاورمیانه و بحث انرژی هسته‌ای ایران از مباحث تنش‌زا به حساب می‌آید. البته موضوعاتی همچون ترور میکونوس، کتاب آیات شیطانی و کمک‌های آلمان به عراق در جنگ ایران و عراق نیز از موضوعاتی است که همچنان مورد نزاع طرفین است. مناسبات در این دوره هیچگاه خوب نبوده اما دوطرف بنا به دلایل خود تمایل داشتند مناسبات هیچگاه به‌طور کامل قطع نشود. به عبارت دیگر، آلمان حکومت جمهوری اسلامی ایران را نمی‌پسندد؛ ولی بازار مصرف و موقعیت ژئوپولتیک ایران مانع از افزایش دشمنی آلمان از ایران شده‌است. قابل ذکر است که بعد از انقلاب دو کشور در مواقعی تصمیم به نزدیکی روابط دوجانبه گرفتند که هیچ‌کدام راه به جایی نبرد.
هم‌اکنون در حدود ۳۰ درصد از از توان صنعتی ایران بر پایه فناوری آلمان بنیان گرفته‌است. در سال ۲۰۲۵، اداره فدرال نظارت بر خدمات مالی گزارشی منتشر کرد که در آن به شرکت‌های آلمانی دربارهٔ تجارت با ایران هشدار داده شده‌است.

## پیش از جنگ جهانی اول

### شکل‌گیری رابطه
نخستین انگیزه‌های ایجاد رابطه با آلمان، در سال ۱۸۵۰ و به درخواست امیرکبیر مطرح شده بود. در آن زمان امیرکبیر در جستجوی دولت ثالث نیرومندی بود که بدون هیچگونه توقع استعماری با ایران روابط سیاسی برقرار کند. در آن زمان آلمان گرفتار هرج و مرج داخلی ناشی از انقلاب ۱۸۴۸ بود و حکومت متمرکزی نداشت و در نتیجه تلاش برای برقراری روابط به شکست انجامید.
نخستین تماس دیپلماتیک ایران و آلمان در سال ۱۸۵۷ رخ داد. در ۲۵ ژوئن این سال بود که در پاریس پیمان مودت و بازرگانی توسط فرخ خان امین‌الملک، سفیر ایران در پاریس و کنت کارل فرانس فن‌هاتس فلدویلدنبورگ (به آلمانی: Karl Franz von Hatzfeld wilddenburg) به نمایندگی از اتحادیه گمرک آلمان به امضا رسید. گام بعدی سفر هیئتی سیاسی به سرپرستی بارون ژولیوس مینوتولی (به آلمانی: Julius Minutolik Freiherr) بود که در سال ۱۸۶۰ وارد ایران شدند و ۳ ماه مهمان ناصرالدین شاه بودند و از مناطقی از ایران بازدید کردند. در خلال سفر اول ناصرالدین شاه به اروپا در سال ۱۸۷۳ وی در ژوئن آن سال به برلین وارد شد. (پس از دیدار از سن‌پترزبورگ و قبل از دیدار از بروکسل و لندن) شاه ۹ روز در برلین بود و با تمام اعضای خاندان سلطنت از جمله ویلهلم اول امپراتور آلمان و بیسمارک صدر اعظم آن کشور ملاقات کرد. وی در ضمن این مذاکرات، علاقه خود را به گسترش و تقویت روابط دو کشور ابراز داشت. در زمان اقامت ناصرالدین شاه در آلمان عهدنامه مودت و تجارت و سیر کشتیها بین ایران و آلمان در ۱۱ ژوئن ۱۸۷۳ به امضاء رسید.
ناصرالدین شاه تلاش کرد بیسمارک را متقاعد کند که سفارت آلمان را در ایران برپا کند ولی بیسمارک که منافعی برای آلمان در ایران متصور نبود، از این کار شانه خالی کرد و منتظر ماند تا اول ایران سفارتش را در برلین دایر کند. همچنین شاه ایران سعی نمود مستشاران مالی و نظامی آلمانی را به ایران بیاورد ولی بیسمارک مدعی شد که چنین افرادی را در اختیار ندارد؛ ولی سرانجام پس از آنکه ایران در سال ۱۸۸۵ سفارتخانه خود را در برلین دایر کرد و بود که آلمان سفارت خود را در تهران بنا کرد و میرزا رضاخان گران مایه (مؤیدالسلطنه) را به عنوان نخستین سفیر ایران در آلمان عازم برلین کرد، ارنست فول براون‌تشوایگ (به آلمانی: Ernest von Braunschweig) به ایران آمد و سفارتخانه آلمان در ایران را بنا نهاد. همچنین آلمان در سال ۱۸۹۷ کنسولگری خود را در بوشهر دایر کرد.
در سال ۱۹۳۶ یالمار شاخت، وزیر دارایی آلمان، با سفر به ایران، آغاز روابط تجاری نزدیک‌تر بین دو کشور را آغاز می‌کند.

### زمان قاجار
بعد از دایر شدن سفارت آلمان در ایران بود که روابط اقتصادی بین دو کشور شکل گرفت و حجم صادرات آلمان به ایران رو به رشد گذاشت. گرچه هنوز در مقایسه با حجم واردات ایران از روسیه و انگلستان بسیار ناچیز بود. در این زمان عمده رقابت بر سر احداث خطوط ریلی و جاده در ایران، بین شرکت‌های آلمانی و روسی و همچنین فروش اسلحه به ایران مابین آلمان و فرانسه بود. مظفرالدین‌شاه نیز همان رویه ناصرالدین‌شاه را در پیش گرفت و خواستار حمایت آلمان در مقابل سایر دول اروپایی بود. سفر مظفرالدین‌شاه به برلین در سال ۱۹۰۲ با شکوه و تجملات ویژه‌ای بود، ولی دربار آلمان چندان استقبالی از وی نکردند. از سال ۱۹۰۶ آلمان تلاش کرد خود را به صورت یک قدرت در ایران مطرح کند و آمادگی ایستادگی در برابر انگلستان و روسیه را نیز داشته باشد. حمایت از ایران در مناقشات مرزی با همسایه شمالی‌اش، تأسیس بانک در تهران، ایجاد شبکه راه‌آهن که ادامه راه‌آهنی بود که آلمانی‌ها در عراق کشیده بودند و همچنین میانجیگری درگیری‌های مرزی ایران و عثمانی و مجبور ساختن ترک‌ها به عقب‌نشینی، از جمله این برنامه‌ها بود. این امیدواری در سال ۱۹۰۵ تحقق یافت و به یکی از شرکت‌های آلمانی عضو گروه بانکی شاوف هاوزن (به آلمانی: schafhausen) امتیاز بهره‌برداری از نفت شمال داده شد. تأسیس خط کشتیرانی آلمان در سواحل خلیج فارس دومین دستاورد آلمان در زمان زمامداری ویلهلم شتراسه بود. سومین دستاورد مهم آلمان تأسیس بانک در ایران بود. آلمانی‌ها می‌دانستند که نفوذ اقتصادی روسیه و انگلستان در ایران مرهون بانک‌های آنان در ایران است و از این رو اگر بخواهند سهم بیشتری از بازار تجاری ایران داشته باشند، باید در گام اول یک بانک در ایران دایر کنند. ایران نیز که سخت به دنبال گرفتن یک وام از کشورهای خارجی بود و مذاکراتش با بانک روسیه پیشرفتی نداشت، به اینکار مشتاق بود تا شاید این بانک بتواند وام مورد نیاز ایران را تأمین کند. پس از مذاکرات وزارت امورخارجه آلمان، بانک شرقی آلمان که پیش از این در چند کشور خاورمیانه شعبه دایر کرده بود، موظف به تأسیس شعبه در ایران شد. مجلس ایران در ژوئن ۱۹۰۷ امتیاز اعطا بانک آلمانی را تصویب کرد. دخالت‌های روسیه و انگلستان و اعطای وام‌های مورد نیاز ایران، تأسیس بانک آلمانی را به تأخیر انداخته بود.
پس از اشغال مناطق شمالی ایران شامل تبریز و مناطق غرب دریاچه ارومیه در سال ۱۹۰۹ توسط روسیه، ایران یکبار دیگر از آلمان خواست که با میانجی‌گری در این قضیه، روسیه را به عقب‌نشینی پشت مرزهای خود ترغیب کند. اما آلمان که این عمل را مخالف منافع خود می‌دید، از این کار امتناع کرد. آلمانی‌ها بیم این را داشتند که در ایران با روسیه رودررو شوند و مرزهای طولانی سرزمینشان با شوروی امنیت سابق خود را از دست بدهد. اینکار موجب دلسردی دربار ایران از آلمانی‌ها شد. توافق آلمان و روسیه بر سر اجرای مشترک احداث خط آهن در ایران که از ۱۹۰۷ آغاز شده بود و در ۱۹۱۱ به توافق نهایی رسید، عامل دیگر خودداری آلمان از حمایت از ایران در برابر روسیه شد. بدین ترتیب روابط دو کشور از سال ۱۹۱۰ رو به افول گذاشت. این پیمان روسیه و آلمان موجب خشم مردم و دربار ایران شد و در آن توافق‌های تجاری مهمی در خصوص فعالیت در ایران، بدون مشارکت و اجازه از حکومت ایران گرفته شده بود. به عنوان مثال روسیه می‌توانست خط آن تهران-خانقین را به اجرا درآورد و آلمان نیز خط آهن تهران-بغداد.

## جنگ جهانی اول

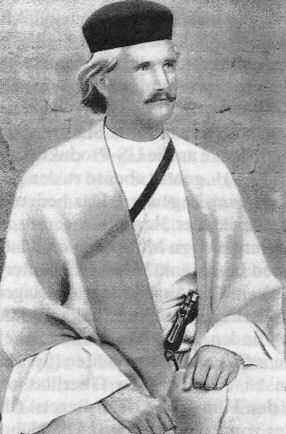
ویلهلم واسموس

جنگ جهانی اول یک دوره مهم در همکاری ایران و آلمان ضد روسیه و انگلیس بوده‌است. آلمان سعی داشت از طریق سازماندهی و مدیریت با پول و اسلحه، ملت‌های مسلمان از جمله ترکیه، عراق، ایران و افغانستان را ضد انگلستان بشوراند و به این ترتیب با گشایش جبهه‌ای در جنوب، قدرت روسیه را برای جنگ مستقیم با آلمان کم کند. در این راستا می‌توان اعزام مستشار نظامی ویلهلم واسموس (به انگلیسی: Wilhelm Wassmuss) را نام برد که نقش مهمی در جنوب ایران علیه انگلیسی‌ها اجرا کرد. در ابتدای جنگ ایران طی اعلامیه‌ای بی‌طرفی خود را اعلام کرد ولی آلمان سعی داشت ایران را از بی‌طرفی خارج سازد و به نفع خود وارد جنگ کند. این حربه موفقیت‌آمیز بود و ورود لشگرهای روسی به شمال ایران مانع از آن شد که لشکر روسیه به قفقاز سرازیر شود. در ۱۹۱۵ آلمانی‌ها از حکومت موقتی ایران که به ریاست نظام‌السلطنه مافی در کرمانشاه تشکیل شده بود حمایت کردند. در ۱۷ آبان ۱۲۹۴ (۱۰ نوامبر ۱۹۱۵) قراردادی بین حسن مستوفی‌الممالک، نخست‌وزیر ایران و پرنس هانری رویس، وزیر مختار آلمان در تهران به امضا رسید که به موجب این معاهده دو دولت متعهد شدند از یکدیگر در برابر تهدیدات خارجی حمایت کنند و آلمان پذیرفت در صورت حمله انگلیس و روسیه، کمک‌های نظامی به ایران گسیل دارد. آلمان به موجب امضای عهدنامه برست-لیتوفسک در ۳ مارس ۱۹۱۸ به این عهدنامه عمل کرد. در این پیمان شوروی مجبور بود تمامیت ارضی ایران را به رسمیت بشناسد و نیروهای نظامی این کشور که در حال پیشروی به سمت تهران بودند، بازگشتند. در جریان نهضت جنگل نیز چند افسر آلمانی از جمله سرگرد فون‌پاشن به عنوان مشاور نظامی در خدمت ایرانیان بودند.

## بین دو جنگ جهانی
همزمان با روی کار آمدن رضاشاه در ایران، جمهوری وایمار در آلمان که یک حکومت سوسیال دموکرات بود و مسلکی متفاوت با حکومت پهلوی داشت به قدرت رسید. با وجود تفاوت‌های اساسی روش زمامداری کشور بین دو حکومت، آلمان برای تثبیت موقعیت خود در زمینه اقتصادی و سیاسی و فرهنگی به همکاری نزدیک با ایران پرداخت. آلمان نفت مورد نیاز خود را از شرکت نفت ایران-انگلیس تهیه می‌کرد و با موافقت شوروی خط کشتیرانی هامبورگ-انزلی به حمل و نقل کالا و مسافر می‌پرداخت و شرکت یونکرز محصولات پستی از باکو تا انزلی و تهران را جابجا می‌کرد. در این دوره آلمان در بخش نظامی و ساخت چند کارخانه اسلحه و مهمات‌سازی نیز به ایران مشارکت‌هایی می‌داد. در تاریخ ۲۸ بهمن ۱۳۰۷ (۱۷ فوریه ۱۹۲۹) سه موافقتنامه:عهدنامه دوستی، قرارداد اقامت و توافق‌نامه بازرگانی و گمرکی به امضا رسید. در سال ۱۹۳۲ آلمان با در اختیار داشتن ۸ درصد از تجارت خارجی ایران، مقام چهارم را بعد از شوروی، انگلیس و ترکیه کسب کرد.

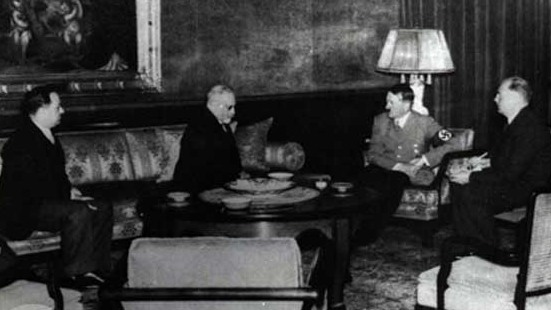
حسن اسفندیاری رئیس مجلس و موسی نوری اسفندیاری سفیر ایران در آلمان در دیدار با هیتلر

پس از شکست آلمان در جنگ جهانی اول، روابط این کشور با ایران افول شدیدی کرد. احیای بی سروصدای حضور آلمان در ایران، که در هماهنگی نسبی با بریتانیا و اتحاد شوروی صورت گرفت، دیپلمات‌های ایرانی را واداشت تا دوباره نقش ویژه ای به آلمان در اندیشه خود بدهند. تیمورتاش که مغز متفکر سیاست خارجی رضاشاه در این دوره بود، در مذاکراتش با بریتانیا و روسیه برای یک موضع مستقل تر برای ایران روی آلمان به عنوان یک میانجی حساب می‌کرد؛ بنابراین، مذاکرات با آلمان که منجر به یک معاهده دوستی جدید آلمان-ایران (در فوریه ۱۹۲۹ و توافق دیگری در فوریه ۱۹۳۰) به عنوان مدلی برای مذاکرات مشابه با بریتانیا شد که شرایط جدیدی را در روابط ایران و بریتانیا (مانند لغو کاپیتولاسیون) ایجاد کرد. در همان دوره، به لطف میانجیگری‌های آلمان بود که یک مناقشه تجاری بین ایران و اتحاد شوروی که در بهار سال ۱۹۲۶ بروز کرده بود توانست حل و فصل شود. خدمات آلمان، یک قدرت سوم «بیطرف» که روابط خوبی با بریتانیا و اتحاد شوروی داشت هم به ایران کمک کرد تا بر مخالفت مشترک بریتانیا-شوروی با پروژه راه‌آهن ایران فائق آید، وقتی مشخص شد که شرکت‌های آلمانی نقشی کلیدی در آن ایفا خواهند کرد.
با این که آلمان همچنان بر عدم تمایل کامل خود بر کسب نفوذ سیاسی تأکید می‌کرد، روابط اقتصادی آن با ایران تا سال ۱۹۳۰ به‌طور دائم افزایش یافت. در آوریل ۱۹۲۸، تعداد زیادی سفارش قابل توجه به شرکت‌های پیشروی گوناگون آلمانی داد و بانک‌های آلمانی یک وام مهم ۴۰ میلیون مارک رایشی به ایران دادند. شرکت آلمانی یولیوس برگر که به عنوان پیمانکار عمومی شرکت‌های آلمانی و آمریکایی عمل می‌کرد در ژوئیه همان سال برای ساخت بخش شمالی راه‌آهن ایران به خدمت گرفته شد. یونکرس از نوامبر ۱۹۲۷ نخستین شبکه هوایی داخلی ایران را برپا کرد. مستشاران آلمانی مقاماتی عالی در سازمان مالیه داشتند. کورت لیندنبلات به عنوان رئیس بانک ملی ایران که در ۱۷ شهریور ۱۳۰۷ تأسیس شده بود استخدام شد و آلمانی دیگری به عنوان مشاور ارشد خارجی وزارت مالیه کار می‌کرد.
اوج نفوذ اقتصادی آلمان همزمان بود با افول سریع متعاقب آن. کشمکش دیپلماتیک بر سر انحصار اسکناس خشم دو قدرت عمده، به خصوص اتحاد شوروی را که دیگر اوج‌گیری اهمیت پیدا کردن اقتصادی آلمان را با بی‌اعتمادی و خشم فزاینده می‌دید برانگیخت. تیمورتاش که نه فقط در مورد توازن دیپلماتیک قدرت در منطقه بلکه درجه تمایل آلمان (که نفوذش در گروی استحکام اقتصادی اش و روابط خوبش با بریتانیا و شوروی بود) برای حمایت از او به اشتباه قضاوت کرده بود. تیمورتاش امیدوار بود بتواند با به بازی گرفتن آلمان علیه قدرت‌های دیگر، بتواند گزینه‌های دیپلماتیک ایران را افزایش دهد. او که پیشتر روابط با اتحاد شوروی را از طریق شماری از امتیازات بهبود داده بود، تلاش کرد در انتهای سال ۱۹۳۱ که بر سر شرکت نفت و ایران و انگلیس، یک پروژه وام، و حقوق اقتدار ایران در خلیج فارس قدرت خود در برابر بریتانیا را محک زد همان الگو را به کار بگیرد.
علی الظاهر آدولف هیتلر هیچ برنامه ویژه ای در خصوص ایران نداشت. به هر روی، گام‌های برداشته شده توسط برخی ناسیونال سوسیالیست‌های اصلی که با حلقه‌های اقتصادی ذی‌نفع در تماس بودند نقش مهمی در احیای جدید روابط ایران و آلمان ایفا کردند. آلفرد روزنبرگ، رئیس واحد امور خارجی حزب ناسیونال سوسیالیست در یک یادداشت برنامه ای برنامه‌های خود را برای یک نفوذ آلمان که بالکان، ترکیه تا سرحدات هند را در بر می‌گرفت تدوین کرد. وزارت پروپاگاندا شماری از کارشناسان را در خصوص مسئله‌های شرقی برای تعریف کارهای پروپاگاندای آلمان در خاورمیانه به کار گرفت.
نفوذ چنین افراد ناشی‌ای در سیاست خارجی هیتلر، که بعضی‌هایشان مسئول تصمیم نهایی بودند ممکن است کمینه بوده باشد، با این وجود با نگاه به بی‌تفاوتی کلی هیتلر در خصوص امور خاورمیانه نیرویی که فعالیت‌های آنان ایجاد کرد عواقبی برای روابط ایران و آلمان داشت. این ابتکارات باعث شد وزارت امور خارجه سیاست فعالانه تری در قبال ایران اتخاذ کند چرا که دیپلمات‌های حرفه ای این کارشناسان خودخوانده نهادهای مختلف حزب را رقبایی ناپسند تلقی می‌کردند. دولت آلمان پس از غلبه بر مقاومت ابتدایی کارشناسان اقتصادی از ۱۹۳۴ به بعد تدابیری برای احیای روابط با ایران اتخاذ کرد که در توافق مهمی امضا شده در مارس ۱۹۳۵ به اوج خود رسید. در همان سال، ظاهراً به پیشنهاد دیپلمات‌های ایرانی مستقر در برلین، رضاشاه دستور داد که کشور در همه مکاتبات بین‌المللی به جای پرشیا (به لاتین: Persia) ایران خوانده شود.
به لطف این توافق، اهمیت نقش آلمان در اقتصاد ایران رشد کرد. سفر هیالمار شاخت، رئیس رایشسبانک و وزیر اقتصاد آلمان به ایران در نوامبر ۱۹۳۶ مقوم این تحول بود. رشته پروژه‌های مهمی دوباره به شرکت‌های بزرگ آلمانی داده شد. شرکت‌های آلمانی قرار شد دوباره در یک پروژه معدنی جدید در نزدیکی انارک مشارکت کنند. حتی احیای وام لغو شده آوریل ۱۹۲۸ مد نظر قرار گرفت. در آوریل ۱۹۳۸ لوفتهانزا اجازه یافت تهران و مشهد را وارد شبکه اش کند. بعدتر در سال ۱۹۳۷، رشد روابط بازرگانی اندکی کاهش یافت، در حالی که با سفر رسمی حسن محتشم السلطنه اسفندیاری، رئیس مجلس به آلمان که دیداری با آدولف هیتلر داشت، و سفر بالدور فن شیراخ رهبر جوانان رایش به ایران که گفته شده حامل پیامی از هیتلر به رضاشاه برای دعوت از او برای بازدید از آلمان بود، روابط سیاسی نیروی جدیدی پیدا کرد.
با این حال رضا شاه تلاش کرده بود همچنان فاصله برابر خود را از همه قدرت‌های خارجی به‌طور آشکار نشان دهد و بنابراین حلقه‌های متهم به ناسیونال سوسیالیسم در تهران را به‌طور ظاهری مورد آزار قرار داد. علاوه بر این، شماری از روشنفکران آزاردیده که از آلمان فرار کرده بودند (موقتاً) در ایران پناه گرفتند. ایران برای تأکید بر مفهوم فاصله برابر حتی آماده بود کاهش روابط تجاری نویدبخش با آلمان را بپذیرد: در سال ۱۹۳۷، ایرانی‌ها با وجود ناخرسندی آلمانی‌ها یک بار دیگر سفارش‌های تسلیحات را به جای شرکت‌های آلمانی به شرکت‌های چکی دادند.
با وجود این تلاش‌ها، روابط در حال رشد تجاری با آلمان و جهت‌گیری ظاهری ایران به سوی آلمان خشم شوروی را در سال ۱۹۳۷ برانگیخت که منجر به یک بحران جدی بین ایران و شوروی شد. ایران نهایتاً مجبور شد با اتخاذ برخی تدابیر ضد آلمانی در بهار ۱۹۳۸ تسلیم فشار شوروی شد. اقداماتی که به‌طور جدی در توسعه روابط تجاری آلمان اختلال ایجاد کرد چرا که آلمان با افزایش شدید قیمت کالاهای مشمول توافق ۱۹۳۵ واکنش نشان داد. ایران در پایان سال ۱۹۳۸، مجبور شد در پی ترتیبات دیگری با آلمان باشد. مذاکرات دنباله دار منجر به یک توافق جدید در ۴ ژانویه ۱۹۳۹ شد و بهبود روابط تجاری بلافاصله شروع شد. پس از ضمیمه شدن بوهم و موراویا در بهار ۱۹۳۹ و تصاحب سفارش‌هایی که به شرکت‌های چکی داده شده بود برتری اقتصادی آلمان در ایران باز هم افزایش یافت.

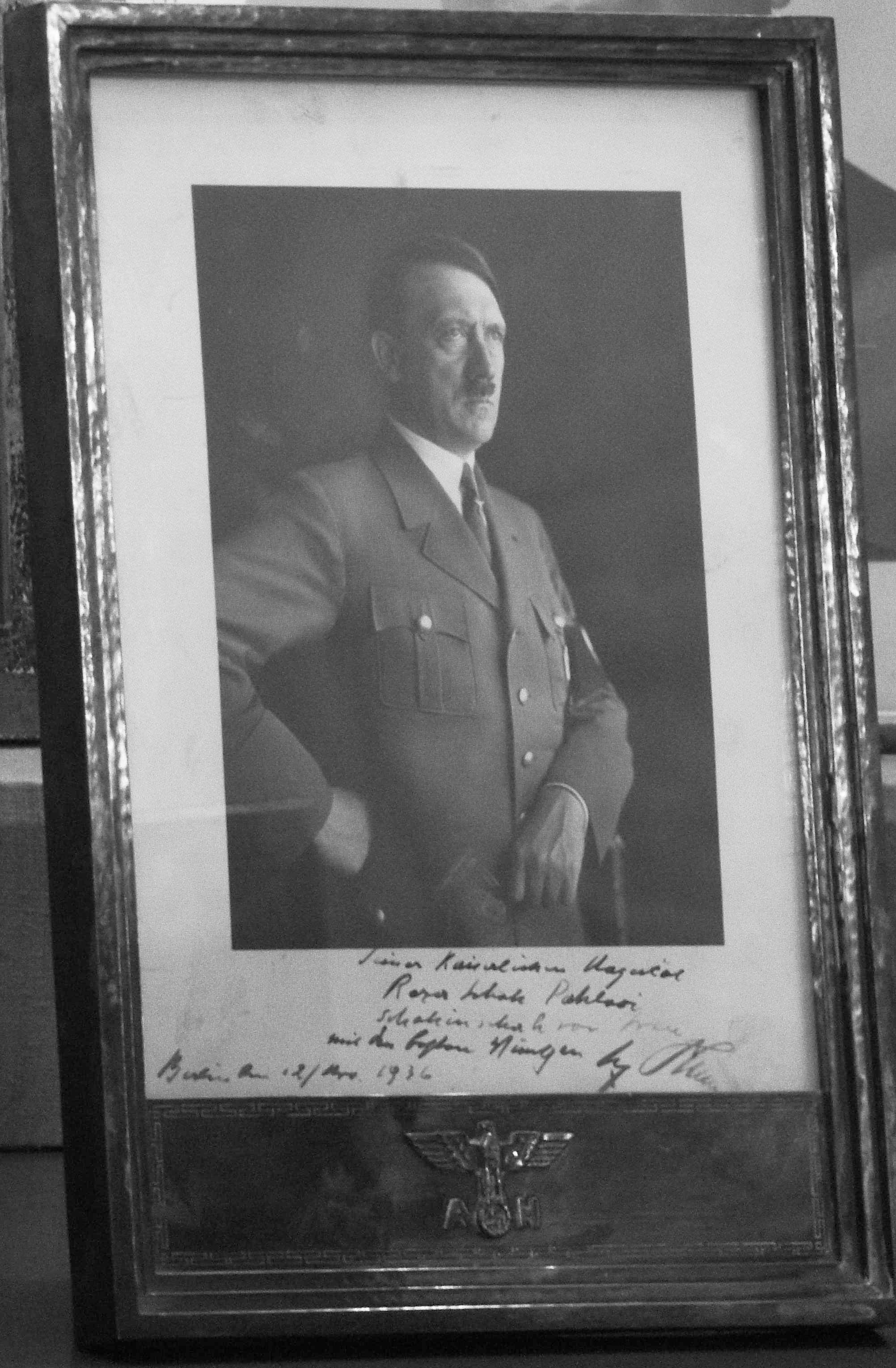
تصویر آدولف هیتلر در قاب عکس اصلی مخصوص پیشوا با آرم صلیب شکسته و علامت مخصوص آدولف هیتلر که به رضا شاه تقدیم شده‌است. این عکس در کاخ صاحبقرانیه در مجموعه کاخ موزه نیاوران نگهداری می‌شود. در قسمت پایین عکس به زبان آلمانی نوشته‌است: اعلیحضرت همایونی -رضا شاه پهلوی - شاهنشاه ایران - با بهترین آرزوها - برلین ۱۲ مارس ۱۹۳۶ - امضای آدولف هیتلر

با روی کار آمدن حکومت نازی در آلمان، ایران در معرض توجه بیشتر آلمانی‌ها قرار گرفت. رضاشاه و هیتلر بیش از هر زمان دیگری به هم نزدیک شدند. با پیشنهاد آلفرد روزنبرگ در ۱۹۳۴، حکومت نازی وارد استراتژی نزدیکی از طریق حس آریایی دوستی ایرانیان و آلمانی‌ها شد. طبق قوانین نورنبرگ ازدواج آلمانیها با ایرانیها که دارای «خون خالص آریایی» بودند آزاد بود. مجلس و مردم ایران از قدرت روزافزون آلمان خشنود بودند. آلمان توانست در سال ۱۹۴۰ رتبه اول را در تجارت خارجی ایران کسب کند. در زمان شروع جنگ جهانی دوم در حدود ۱۲۰۰ آلمانی مشغول کار و تجارت در ایران بودند.

## جنگ جهانی دوم
در ۸ سپتامبر ۱۹۴۳ (۱۷ شهریور ۱۳۲۳) ایران که همکاری با آلمان را از دست داده بود، برای حفظ منافع کشور اعلان جنگ صوری با آلمان را داد و در صف متفقین قرار گرفت.
بر اساس خاطرات امیراصلان افشار که در زمان اعلام جنگ ایران، در آلمان مشغول به تحصیل بود او به گشتاپو احضار می شود و به وی گفته می شود بر طبق قوانین جهانی چون ایران به آلمان اعلان جنگ داده است او و سایر ایرانیان باید به کمپ اعزام شوند ولی چون آلمانی ها می دانند ایران بر اساس فشار نیروی متفقین و علیرغم میل باطنی این جنگ را اعلام کرده است از این کار خودداری می کنند. همچنین با توجه اعلام جنگ فوق چون مراودات مالی و پستی بین دو کشور متوقف شده بود برای کمک به دانشجویانی نظیر امیراصلان که از این پس دیگر نمی توانستند پولی از اقوام یا دولت خود دریافت کنند هزینه دانشگاه رایگان می شود و ماهیانه ۲۵۰ فرانک نیز از طرف وزارت فرهنگ برای آنها تخصیص می یابد.

## بعد از جنگ جهانی دوم
بعد از اشغال ایران، به دلیل وابستگی شدید کارخانجات و صنایع ایران به ماشین‌ها و کارشناسان آلمانی، بسیاری از این صنایع بلااستفاده مانده و بسیاری از مردم بیکار و فقیر شدند. نیمی از بازرگانی ایران نیز که دست آلمانی‌ها بود، دچار مشکلات عدیده‌ای شد.
روابط دو کشور که در نتیجه اشغال تهران توسط متفقین در شهریور ۱۳۲۰ قطع شده بود، پس از جنگ با افتتاح سرکنسولگری ایران در اشتوتگارت در سال ۱۹۴۶ مجدداً آغاز شد. بعد از تقسیم آلمان به جمهوری فدرال آلمان و جمهوری دموکراتیک آلمان در سال ۱۹۴۹، محمدرضا شاه از برقراری ارتباط با آلمان شرقی امتناع می‌ورزید. برخلاف آلمان شرقی، ایران پهلوی روابط سیاسی، نظامی خوبی با آلمان غربی برقرار کرد که آغاز آن از ژوئیه ۱۹۵۲ (تیر ۱۳۳۱) بود. در این زمان ایران اقدام به دایر کردن سفارتخانه خود در کلن نمود. ارتباط هردو کشور به آمریکا و وجود دیدگاه‌های ضد کمونیستی از مهم‌ترین وجوه مشترک به حساب می‌آمد. از سال ۱۹۵۵ ایران در شهرهای هامبورگ، مونیخ و برلین نیز اقدام به تأسیس سرکنسولگری نمود. طرفین در سال ۱۹۵۴ پروتکلی را امضا کردند که به موجب آن کلیه قراردادهای فیمابینی که در نتیجه جنگ به حالت تعلیق درآمده بود، مجدداً اعتبار اولیه خود را بازیافتند.
محمدرضا شاه دو بار در سال‌های ۱۹۵۵ و ۱۹۶۷ به آلمان سفر کرد. از جمله مقامات آلمانی نیز که به ایران سفر کردند می‌توان از کنراد آدناور (مارس ۱۹۵۷)، هاینریش لوبکه (اکتبر ۱۹۶۳)، تورت کسینگر (سپتامبر ۱۹۶۸)، ویلی برانت (مارس ۱۹۷۲)، هلموت اشمیت (نوامبر ۱۹۷۵) و والتر شل (آوریل ۱۹۷۸) نام برد. امیرعباس هویدا سه بار در سال‌های ۱۹۶۷، ۱۹۶۹ و ۱۹۷۴ به آلمان مسافرت کرد. در خلال این سفرها قراردادهای مهمی بین طرفین به امضا رسید؛ از جمله: توافقنامه فروش اسلحه به ایران (۱۹۶۶)، مشارکت ایران در کروپ آلمان (۱۹۷۴) و احداث نیروگاه اتمی بوشهر در سال ۱۹۷۴.
از ژوئن ۱۹۶۲ دولت آلمان یکجانبه مقررات لغو روادید مورد نیاز برای سفر اتباع ایرانی به این کشور را به اجرا گذاشت. متقابلاَ دولت ایران نیز به موجب تصویب‌نامه ۲۵ شهریور ۱۳۴۶ هیئات وزیران، اتباع آلمانی را که از تاریخ ۱ اکتبر ۱۹۶۷ برای گردشگری و اقامت ۳ ماهه به ایران می‌آمدند، فارغ از از همراه داشتن ویزا دانست. این وضعیت تا ۲۱ اردیبهشت ۱۳۵۹ برقرار بود.
از نکات منفی روابط دوجانبه در این مدت می‌توان به دلخوری مقامات ایرانی از دیدگاه جامعه آلمان به وضعیت دموکراسی در ایران اشاره کرد. نوشته‌های انتقادبرانگیز مطبوعات آلمان علیه دیکتاتوری شاه و فساد درباریان و انجام تظاهرات دانشجویی مخالفان حکومت پهلوی در ایران و همچنین اجازه به فعالیت اپوزیسیون حکومت ایران در آلمان و عدم شرکت آلمان در جشن‌های ۲۵۰۰ ساله و اجتناب از ساخت کارخانه ذوب‌آهن از جمله این موارد است.
در سال ۱۹۷۷ حدود ۲۰ درصد واردات ایران از آلمان تأمین می‌شد و حجم مبادلات بازرگانی دو کشور به ۱۰٫۵ میلیارد مارک می‌رسید. ایران نیز رتبه دهم در میان کشورهای صادرکننده به آلمان را دارا بود. ایران با کمپانی‌های کروپ، زیمنس، دایملر بنز، آاِگ، براون باوری، سالتز گیتر و هوخست همکاری نزدیکی داشت. ساخت کارخانجات مهمی نظیر واگن‌پارس، نیروگاه برق نکا، کنتورسازی برق قزوین، باتری‌سازی نور، مجتمع مس سرچشمه، لوله‌سازی اهواز، کارخانه قند بیستون، کارخانه نورد سنگین کاویان اهواز، تولید جوهر توسط پلیکان آلمان و تولید کفش توسط کارخانجات الفانت شوئه از مهم‌ترین مشارکت‌های آلمان در صنایع ایران بوده‌است. در این دوره مجموع سرمایه‌گذاری‌های آلمان در ایران بالغ بر ۴۰۰ میلیون مارک بوده‌است.
در ۱ فروردین ۱۳۵۶ خورشیدی شبکه اول تلویزیون سراسری آلمان فدرال در یک برنامه مستند ۱۲ دقیقه‌ای دربارهٔ فعالیت مأموران ساواک در آلمان و همکاری گسترده سازمان‌های اطلاعاتی دو کشور توضیح داد.

## پس از انقلاب ۱۳۵۷ و در خلال جنگ عراق
آلمان در آغاز جنگ ایران و عراق اعلام بی‌طرفی کرد. در طول جنگ ۸ ساله آلمان جزء معدود کشورهای غربی بود که سعی به میانجی‌گری برای پایان جنگ داشت. بعد از پایان جنگ و در سال ۱۳۶۹ روابط دیپلماتیک دو کشور به‌طور تقریباً منظم برقرار شد. در سال ۱۳۷۳ که وضعیت اقتصادی ایران در پی افزایش بدهی‌های خارجی دچار بحران شده بود، آلمان اقدام به عقب‌انداختن بازپرداخت میلیاردها مارک بدهی ایران نمود که کمک بزرگی به ایران بوده‌است. در طی سال‌های ۱۳۷۵ و ۱۳۷۶ چالش‌های بزرگی در روابط دو کشور به وجود آمد که به تیرگی روابط انجامید. از جمله ترور میکونوس، کنفرانس برلین، دستگیری فرج سرکوهی به اتهام جاسوسی برای آلمان و ….
پس از روی کار آمدن دولت اول خاتمی در ۲ خرداد ۱۳۷۶، مقامات آلمانی خط قرمزی بین حکومت و دولت وقت ترسیم کردند و رفتاری مختلف با هریک پیش گرفتند. دعوت از شرکت‌کنندگان ایرانی در کنفرانس برلین گرچه به‌طور رسمی از جانب دولت آلمان نبود، ولی با اجازه و رضایت آن‌ها انجام گرفت. در زمان دولت اول و دوم خاتمی، آلمان در چندین پروژه در ایران حضور داشت. از جمله سفر وارنر مولر (به آلمانی: WARNER MULLER) وزیر اقتصاد آلمان در ۱۱ مهر ۱۳۷۹ به ایران که در خلال آن دو پروژه بزرگ اقتصادی مربوط به گسترش پتروشیمی بندر امام و پارس جنوبی به مجموع مبلغ ۸۵۰ میلیون پوند به شرکت آلمانی لینده (به آلمانی: Linde AG) واگذار شد. ساخت ۶ فروند کشتی اقیانوس پیما در سال ۱۳۸۱ به ارزش ۱۸۹ میلیون دلار بین شرکت کشتیرانی جمهوری اسلامی ایران و مجتمع کشتی‌سازی Aker MTW. انتقال تکنولوژی ساخت کشتی‌های کانتینربر. ساخت مجتمع پی‌وی‌سی توسط شرکت UHDE به ارزش ۵۰۹ میلیون دلار در منطقه ویژه پتروشیمی امام خمینی و توسط سازمان نوسازی و گسترش صنایع ایران. تولید مشترک موتور BR900 برای اتوبوس شرکت ایدم تبریز زیر نظر ایران خودرو دیزل و شرکت دایملر کرایسلر به ارزش ۷ میلیون یورو در تعداد ۴۰۰۰ دستگاه موتور در سال که ۲۲٫۵۰ درصد سهام شرکت برای ایران خودرو و ۳۰ درصد متعلق به دایملر بوده‌است. آلمان بعد از پیروزی انقلاب بجز در سال ۲۰۰۱ (در رتبه دوم بعد از ایتالیا) همواره بزرگ‌ترین صادرکننده به ایران بوده‌است. به عنوان مثال صادرات در سال ۲۰۰۲ به ارزش ۲٫۲ میلیارد یورو. در همین سال واردات آلمان از ایران ۳۲ میلیون یورو بوده‌است که عمده آن را فرش، پسته و نفت تشکیل داده بوده.

### مهاجرت
مهاجرت ایرانیان و درخواست پناهندگی از کشور آلمان تنها در سال ۲۰۱۱ و تا پایان ماه نوامبر برابر با ۳۰۳۰ پناهجو است. این آمار توسط کمیساریای عالی پناهندگان ارائه شده و نشان می‌دهد که در شش ماه نخست سال ۲۰۱۱ حدود ۷۶۰۰ ایرانی درخواست پناهندگی از کشورهای توسعه‌یافته اروپایی کرده‌اند. از دلایل بالارفتن آمار مهاجرت ایرانیان به کشورهای اروپایی می‌توان نارضایتی از اوضاع اقتصادی، اجتماعی و فرهنگی و سیاسی ایران را بیان کرد.

### دوره دولت یازدهم

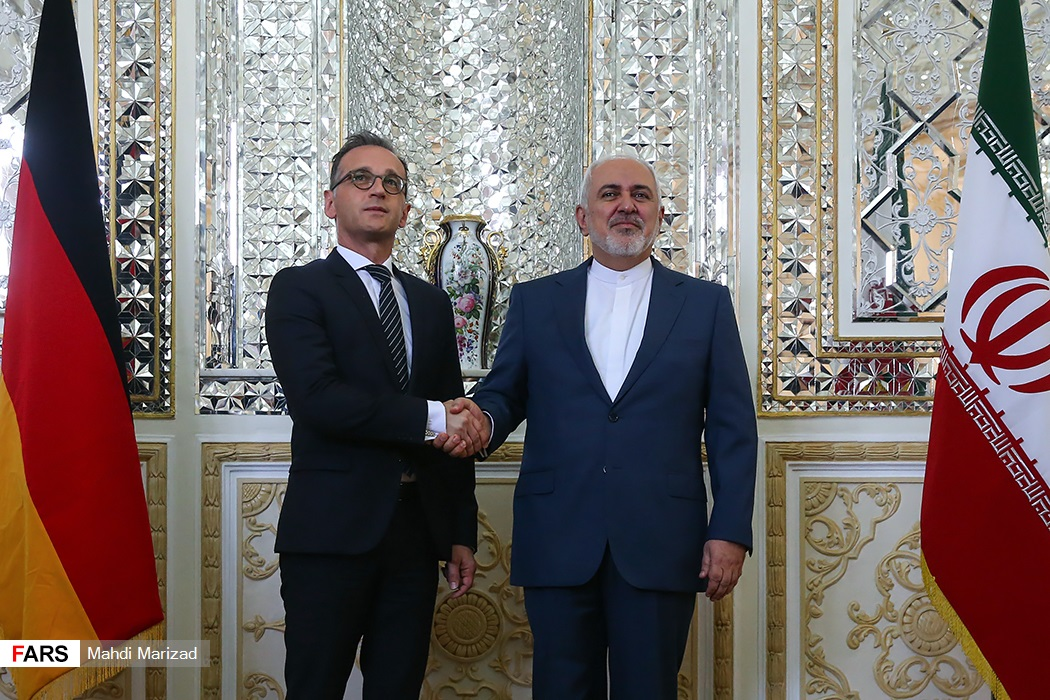
هایکو ماس و محمدجواد ظریف وزرای امور خارجه آلمان و ایران

با انتخاب حسن روحانی به عنوان رئیس دولت یازدهم ایران، وزارت امور خارجه آلمان همراه با وزارت‌خانه‌های امور خارجه اغلب کشورهای اروپایی، ضمن تبریک این پیروزی، ابراز امیدواری جهت بهبود روابط با ایران را مطرح کردند. همچنین آنگلا مرکل، صدراعظم وقت آلمان طی نامه‌ای تنفیذ حسن روحانی به عنوان رئیس‌جمهور جدید ایران را تبریک گفت. در متن پیام آمده‌است:
 جنابعالی در روزگاری دشوار مسئولیت بزرگی را بعهده می‌گیرید. انتخاب جنابعالی نوید بارور شدن این امید را می‌دهد که مرحلهٔ نوین همکاری سازنده برای صلح و امنیت در منطقه و جهان را در پیش رو داشته باشیم. آلمان مانند گذشته همداستان با همکاران بین‌المللی، سهم خود را ادا خواهد نمود تا با بهره‌گیری از راهکار گفتمان، راه‌حل‌های مناسب برای چالش‌های موجود پیدا گردد. باعث کمال مسرت اینجانب خواهد شد چنانچه دورهٔ مسئولیت جنابعالی فرصت مناسب فراهم آورد که بتوانیم با استفاده از آن، روابط خوب موجود بین دو ملت را عمیق‌تر نمائیم.
پس از انعقاد توافق برجام، میان ایران و گروه پنج بعلاوه یک، معاون صدر اعظم آلمان در رأس هیئتی بلندپایه به ایران سفر کرده و با مقامات دیدار کرد.

## روابط فرهنگی
بعد از بروز قضیه سلمان رشدی، روابط دو کشور به تیرگی گرایید. تا سال ۱۹۹۷ که موضوع گفتگوی گفتگوی تمدن‌ها مطرح شد و روابط فرهنگی تحرکی پیدا کرد. حضور ناشران ایرانی در نمایشگاه کتاب فرانکفورت و حضور ناشران آلمانی در نمایشگاه کتاب تهران از دستاوردهای این مقطع زمانی است. همچنین حضور فیلمسازان ایرانی در جشنواره فیلم لایپزیک و جشنواره فیلم برلین و حضور فیلمسازان آلمانی در جشنواره فیلم فجر و نیز حضور چند گروه باستان‌شناسی در ایران و چند نمایشگاه از هنرهای ملی ایران در آلمان از جمله مابقی روابط فرهنگی به‌شمار می‌روند.
با روی کارآمدن دولت یازدهم ایران، روابط فرهنگی دو کشور نیز روبه فزونی گذاشت. افزایش سفر گردشگران آلمانی از ایران و همچنین چاپ کتاب‌هایی در خصوص فرهنگ و تاریخ ایران در آلمان، از جمله نتایج تغییر رویه مسئولان سازمان میراث فرهنگی و گردشگری در جهت جذب گردشگر خارجی می‌باشد.
روز یکشنبه ۷ آوریل ۲۰۱۹ دولت آلمان توقف کمک مالی به یک نهاد مذهبی وابسته به جمهوری اسلامی به نام «فدراسیون جمعیت‌های شیعه آلمان» را اعلام کرد. این مرکز صدها هزار دلار به نام فعالیت «علیه تندروی مذهبی و کمک به آشتی مذاهب» از مرکز اسلامی هامبورگ که تحت کنترل مجمع تقریب مذاهب اسلامی است دریافت کرده‌است.

## تنش‌ها
روز دوشنبه ۴ فروردین ۱۳۹۹ دادگاهی در آلمان یک مترجم ارتش این کشور به نام «عبدالحمید اس» با به جرم فروش اطلاعات محرمانه به ایران به شش سال و ۱۰ ماه زندان محکوم کرد. همچنین همسر آلمانی وی نیز به جرم همدستی به ۱۰ ماه زندان تعلیقی محکوم شد.
در مارس ۲۰۲۵، اداره فدرال نظارت بر خدمات مالی (بافین-BaFin) یک اطلاعیه نظارتی صادر کرد که به خطرات ناشی از معاملات دور زدن در زمینه مقابله با پولشویی و تأمین مالی تروریسم پرداخته است. این معاملات به‌طور خاص طراحی شده‌اند تا از محدودیت‌های قانونی یا نظارتی عبور کنند، اغلب با پنهان کردن منشأ وجوه یا مخفی کردن هویت نهادهای درگیر. در این اطلاعیه، ایران تنها کشوری بود که به‌طور صریح به‌عنوان یک تمرکز پرخطر شناسایی شد. بافین تأکید کرد که مؤسسات مالی آلمان باید دقت بیشتری در مورد معاملات احتمالی مرتبط با تجارت ایران به‌کار گیرند وبه خطر دور زدن تحریم‌های بین‌المللی اشاره کرد. این تمرکز تا حدی تحت تأثیر یافته‌های گروه ویژه اقدام مالی (FATF) است که بارها ایران را به دلیل نواقص سیستماتیک در مقابله با پولشویی و تأمین مالی تروریسم مورد انتقاد قرار داده است.

## برخورد با حزب‌الله لبنان
برخلاف ایران که در قبال ممنوعیت حزب‌الله در آلمان بلافاصله واکنش نشان داده لبنان تاکنون سکوت اختیار کرده‌است.
حسن نصرالله، دبیرکل حزب‌الله لبنان در سخنرانی شامگاه جمعه ۱۱ اردیبهشت اشارهای به ممنوعیت حزبش در آلمان نکرد. اما رسانه‌های ایران خبر دادند که نصرالله در روز دوشنبه ۱۵ اردیبهشت در یک «سخنرانی سیاسی» به این موضوع خواهد پرداخت.
وزارت کشور آلمان روز پنج‌شنبه ۱۱ اردیبهشت فعالیت همه نیروهای وابسته به حزب‌الله در این کشور را ممنوع اعلام کرد و پلیس این کشور اقدام به تفتیش مراکز تجمع و مساجد در چند ایالت آلمان نمود. دفاتر انجمن‌های وابسته به حزب‌الله در شهرهای برلین، دورتموند، برمن و مونستر نیز توسط مأموران پلیس تفتیش شدند.
مقامات آلمانی گفتند شمار حامیان و فعالان حزب‌الله در این کشور به ۱۵۰۰ تن می‌رسد.
اتحادیه اروپا هم قبلاً در سال ۲۰۱۳ شاخه نظامی حزب‌الله را یک سازمان تروریستی اعلام کرده بود. پیش از این، هلند و بریتانیا نیز بدون تمایز قائل شدن بین شاخه نظامی، سیاسی و اجتماعی حزب‌الله، این سازمان را یک سازمان تروریستی ارزیابی کرده بودند.